# Starsailor
Starsailor er et engelsk band.
Starsailor debuterede i 2001 med albummet Love Is Here, der bl.a. indeholdt hits som "Poor Misguided Fools" og "Lullaby". I 2003 kom albummet "Silence Is Easy".
Bandet tilhører den engelske sangskrivergeneration, som også omfatter navne som Coldplay og David Gray.
Starsailor har taget deres navn fra Tim Buckley's plade fra 1970 af samme navn.
Det seneste album All The Plans udkom i 2009. Albummet er opfølger til 2005's "On The Outside", der bl.a. indeholdt singlen "In The Crossfire".